# Francesco I di Bretagna
Francesco I di Bretagna (Vannes, 14 maggio 1414 – Nantes, 17 luglio 1450) fu conte di Montfort dal 1427, e duca di Bretagna, titolare del contado di Richmond e pari di Francia dal 1442 fino alla sua morte.

## Origine
Secondo il Chronicum Britanicum, Francesco I di Bretagna nacque a Vannes il 14 maggio 1414ed era il figlio maschio primogenito del Duca di Bretagna, Conte di Montfort e titolare del Contado di Richmond, Giovanni VI e di Giovanna di Valois, che, secondo le Note sur l'état civil des princes et princesses nés de Charles VI et d'Isabeau de Bavière, Giovanna era la figlia quartogenita (terza femmina) del re di Francia, Carlo VI, e di Isabella di Baviera, appartenente al casato dei Wittelsbach, era la secondogenita di Stefano III di Baviera-Ingolstadt (Herzog Stephan von Bayern sein Tochter) e di Taddea Visconti, figlia di Bernabò (dieselbe junckfrau war Hern Barnabos von Meyland Enkelin), come ci viene confermato dal Nova Subsidia diplomatica ad selecta juris ecclesiastici ..., Volume 10.
Giovanni VI di Bretagna, secondo il Chronicum Britanicum, era il figlio maschio primogenito del Duca di Bretagna, Conte di Montfort e Conte di Richmond, Giovanni V e di Giovanna di Navarra, futura Duchessa reggente di Bretagna e futura regina consorte d'Inghilterra, che ancora secondo il Chronicum Britanicum era la sesta (quarta femmina) figlia del re di Navarra, Carlo II il Malvagio e della moglie, principessa della casa reale francese Giovanna di Francia, sorella del re di Francia, Carlo V, la settima figlia del re di Francia, Giovanni II il Buono e di Bona di Lussemburgo.

## Biografia
Francesco era nato l'11 maggio 1414, e, nel 1427, divenne Conte di Montfort.
Sua madre, Giovanna, morì a Vannes, il 27 settembre 1433 e fu tumulata nella Cattedrale di San Pietro a Vannes; il Chronicum Britanicum riporta che Giovanna (Johanna senior filia regis Franciæ ducissa Britanniæ) morì a Vannes il 20 settembre e fu sepolta nella Chiesa cattedrale di San Pietro a Vannes (in ecclesia cathedrali S. Petri Venetensis).
Suo padre, Giovanni VI, morì il 29 agosto 1442; il Chronicum Britanicum riporta che Giovanni (Johannes dux Britannorum) morì a Nantes (Namnetis), il 28 agosto (die XXVIII Augusti), lasciando tre figli maschi, Francesco, Pietro e Egidio (Francisco, Egidio et Petro), avuti da Giovanna, figlia primogenita del re di Francia Carlo VI (Johanna primogenita Caroli VI, regis Franciae).
Francesco gli succedette in quanto maschio primogenito, come Francesco I, Duca di Bretagna, titolare del Contado di Richmond e pari di Francia.
Subito dopo la sua ascesa al ducato, Francesco aveva reso omaggio al re di Francia, Carlo VII e si era schierato col re francese.
Nonostante la Tregua di Tours, del 1444, stipulata tra inglesi e francesi, nel 1449, gli inglesi intervennero in Bretagna e, dopo la conquista ed il saccheggio di Fougères, da parte delle truppe inglesi, anche Carlo VII diede ordine ai suoi capitani di intervenire in Bretagna.
In questa situazione, suo fratello, Egidio, il maschio secondogenito, che era favorevole agli inglesi, fu fatto imprigionare, ed in carcere fu strangolato.
Francesco morì il 17 luglio 1450; il Chronicum Britanicum riporta che Francesco (Franciscus dux Britanniæ) morì il 17 luglio (XVI Kal Aug), e fu sepolto nella Chiesa di Saint-Sauveur a Redon (in ecclesia S. Salvatoris de Rothono) e, non avendo figli maschi viventi, ma solo due figlie, ancora bambine, gli succedette il fratello terzogenito Pietro, come Pietro II.

## Matrimoni e discendenza
Francesco si era sposato, a Nantes nel 1431, in prime nozze, con Iolanda d'Angiò, figlia del duca d'Angiò, conte di Provenza e di Forcalquier, del Maine e re titolare di Napoli Luigi II d'Angiò e della principessa aragonese Iolanda di Aragona.
Francesco da Iolanda ebbe un figlio:
- Renato († prima del 1440), conte di Montfort.

Dopo la morte di Yolanda, avvenuta nel 1440, il 30 ottobre 1442, Francesco si sposò, in seconde nozze, con Isabella Stuart, figlia secondogenita del re di Scozia Giacomo I, e della moglie, Giovanna Beaufort.
Francesco da Isabella ebbe due figlie:
- Margherita (1443 circa-25 settembre 1469), prima moglie di Francesco II di Bretagna[16];
- Maria (1444 circa-1511), sposata a Giovanni, visconte di Rohan.

## Ascendenza
|                                   |                            |                                             | Genitori                                   |  |  | Nonni |  |  | Bisnonni                         |  |  | Trisnonni                       |  |
|                                   |                            |                                             |                                            |  |  |       |  |  | 8. Giovanni IV, duca di Bretagna |  |  | 16. Arturo II, duca di Bretagna |  |
|                                   |                            |                                             |                                            |  |  |       |  |  | 8. Giovanni IV, duca di Bretagna |  |  | 16. Arturo II, duca di Bretagna |  |
|                                   |                            | 17. Iolanda di Dreux                        |                                            |  |  |       |  |  | 8. Giovanni IV, duca di Bretagna |  |  |                                 |  |
| 4. Giovanni V, duca di Bretagna   |                            |                                             |                                            |  |  |       |  |  | 8. Giovanni IV, duca di Bretagna |  |  |                                 |  |
|                                   |                            | 9. Giovanna di Nevers                       | 18. Luigi I, conte di Nevers               |  |  |       |  |  |                                  |  |  |                                 |  |
|                                   |                            | 9. Giovanna di Nevers                       | 18. Luigi I, conte di Nevers               |  |  |       |  |  |                                  |  |  |                                 |  |
|                                   |                            | 9. Giovanna di Nevers                       | 19. Giovanna, contessa di Rethel           |  |  |       |  |  |                                  |  |  |                                 |  |
| 2. Giovanni VI, duca di Bretagna  |                            | 9. Giovanna di Nevers                       |                                            |  |  |       |  |  |                                  |  |  |                                 |  |
|                                   |                            | 10. Carlo II, re di Navarra                 | 20. Filippo, conte d'Évreux                |  |  |       |  |  |                                  |  |  |                                 |  |
|                                   |                            | 10. Carlo II, re di Navarra                 | 20. Filippo, conte d'Évreux                |  |  |       |  |  |                                  |  |  |                                 |  |
|                                   |                            | 10. Carlo II, re di Navarra                 | 21. Giovanna II, regina di Navarra         |  |  |       |  |  |                                  |  |  |                                 |  |
| 5. Giovanna di Navarra            |                            | 10. Carlo II, re di Navarra                 |                                            |  |  |       |  |  |                                  |  |  |                                 |  |
|                                   |                            | 11. Giovanna di Francia                     | 22. Giovanni II, re di Francia             |  |  |       |  |  |                                  |  |  |                                 |  |
|                                   |                            | 11. Giovanna di Francia                     | 22. Giovanni II, re di Francia             |  |  |       |  |  |                                  |  |  |                                 |  |
|                                   |                            | 11. Giovanna di Francia                     | 23. Bona di Lussemburgo                    |  |  |       |  |  |                                  |  |  |                                 |  |
| 1. Francesco I, duca di Bretagna  |                            | 11. Giovanna di Francia                     |                                            |  |  |       |  |  |                                  |  |  |                                 |  |
|                                   | 12. Carlo V, re di Francia | 24. Giovanni II, re di Francia (= 22)       |                                            |  |  |       |  |  |                                  |  |  |                                 |  |
|                                   | 12. Carlo V, re di Francia | 24. Giovanni II, re di Francia (= 22)       |                                            |  |  |       |  |  |                                  |  |  |                                 |  |
|                                   | 12. Carlo V, re di Francia | 25. Bona di Lussemburgo (= 23)              |                                            |  |  |       |  |  |                                  |  |  |                                 |  |
| 6. Carlo VI, re di Francia        | 12. Carlo V, re di Francia |                                             |                                            |  |  |       |  |  |                                  |  |  |                                 |  |
|                                   |                            | 13. Giovanna di Borbone                     | 26. Pietro I, duca di Borbone              |  |  |       |  |  |                                  |  |  |                                 |  |
|                                   |                            | 13. Giovanna di Borbone                     | 26. Pietro I, duca di Borbone              |  |  |       |  |  |                                  |  |  |                                 |  |
|                                   |                            | 13. Giovanna di Borbone                     | 27. Isabella di Valois                     |  |  |       |  |  |                                  |  |  |                                 |  |
| 3. Giovanna di Francia            |                            | 13. Giovanna di Borbone                     |                                            |  |  |       |  |  |                                  |  |  |                                 |  |
|                                   |                            | 14. Stefano III, duca di Baviera-Ingolstadt | 28. Stefano II, duca di Baviera-Ingolstadt |  |  |       |  |  |                                  |  |  |                                 |  |
|                                   |                            | 14. Stefano III, duca di Baviera-Ingolstadt | 28. Stefano II, duca di Baviera-Ingolstadt |  |  |       |  |  |                                  |  |  |                                 |  |
|                                   |                            | 14. Stefano III, duca di Baviera-Ingolstadt | 29. Isabella di Sicilia                    |  |  |       |  |  |                                  |  |  |                                 |  |
| 7. Isabella di Baviera-Ingolstadt |                            | 14. Stefano III, duca di Baviera-Ingolstadt |                                            |  |  |       |  |  |                                  |  |  |                                 |  |
|                                   |                            | 15. Taddea Visconti                         | 30. Bernabò Visconti, signore di Milano    |  |  |       |  |  |                                  |  |  |                                 |  |
|                                   |                            | 15. Taddea Visconti                         | 30. Bernabò Visconti, signore di Milano    |  |  |       |  |  |                                  |  |  |                                 |  |
|                                   |                            | 15. Taddea Visconti                         | 31. Regina della Scala                     |  |  |       |  |  |                                  |  |  |                                 |  |
|                                   |                            | 15. Taddea Visconti                         |                                            |  |  |       |  |  |                                  |  |  |                                 |  |

### Fonti primarie
- (LA, FR)  Mémoires pour servir de preuves à l´histoire ecclésiastique et civile de Bretagne, Tome I.
- (LA, FR)  Mémoires pour servir de preuves à l´histoire ecclésiastique et civile de Bretagne, Tome II.
- (DE)  Nova Subsidia diplomatica ad selecta juris ecclesiastici ..., Volume 10.

### Letteratura storiografica
- Joseph Calmette, Il regno di Carlo VII e la fine della guerra dei cent'anni in Francia, cap. XVII, vol. VII (L'autunno del medioevo e la nascita del mondo moderno) della Storia del mondo medievale, 1999, pp. 611–656.
- (FR)  Chronique des règnes de Jean II et de Charles V. Tome 2.
- (FR)  Note sur l'état civil des princes et princesses nés de Charles VI et d'Isabeau de Bavière.